# Masami Okui
Masami Okui (奥井雅美?, Okui Masami; Itami, 13 marzo 1968) è una cantante e idol giapponese.
È nota principalmente per aver cantato molte sigle di anime e serie televisive, come La rivoluzione di Utena, Slayers, Akihabara dennō gumi e Il club della magia!. È un membro del JAM Project. Ha pubblicato 23 album e oltre 40 singoli.

## Biografia
Masami Okui entrò a far parte di un gruppo musicale durante le scuole medie. Si iscrisse quindi alla Ōsaka University Of Arts, ma lasciò successivamente gli studi per dedicarsi completamente alla musica, trasferendosi a Tokyo. Nel 1988 divenne la corista della cantante Yuki Saitō e partecipò a vari concerti.
Nel 1993 incise il suo primo singolo, intitolato Dare Yori mo Zutto..., che fu utilizzato come sigla di chiusura della serie anime OAV The Girl from Phantasia. Nel 1995 realizzò il suo primo album, Gyuu, per l'etichetta King Records. Nel 2001 iniziò la sua prima tournée in Giappone, okui, masami concert tour 2002 -crossroad-. Nel 2003 fondò una casa discografica, la evolution e debuttò come cantante del JAM Project.
Dal 2006 Masami Okui conduce la trasmissione televisiva @Tunes in onda su TV Yokohama, dedicato alla musica degli anime. Nel 2008 è stato pubblicato un album contenente tutti i suoi successi, per festeggiare i quindici anni della sua carriera.

## Discografia
- Gyuu (1995)
- V-sit (1996)
- Ma-KING (1997)
- Do-Can (1998)
- BEST-EST (1999)
- Her-Day (1999)
- NEEI (2000)
- Li-Book 2000 (2000)
- S-mode #1 (2001)
- Devotion (2001)
- Crossroad (2002)
- Angel's Voice (2002)
- Masami Kobushi (マサミコブシ) (2003)
- ReBirth (2004)
- S-mode 2 (2004)
- Dragonfly (2005)
- S-mode #3 (2005)
- God Speed (2006)
- evolution (2006)
- Masami Life (2007)
- Oooku (大奥) (2008)
- Tribute to Masami Okui ~Buddy~ (2008)
- Akasha (2009)
- Self-Satisfaction (2009)
- i-magination (2010)